# إيرني هدسون
إيرني هدسون (بالإنجليزية: Ernie Hudson) (و. 1945 – م) هو ممثل، وممثل تلفزيوني، من الولايات المتحدة الأمريكية، ولد في بينتون هاربور.

## التعليم
تعلم في جامعة وين ستيت، وجامعة ييل، ومدرسة ييل للدراما.

## الخدمة العسكرية
خدم في قوات مشاة بحرية الولايات المتحدة.

## أعماله
- 2021 : يوم الفداء

## وصلات خارجية
- إيرني هدسون على موقع IMDb (الإنجليزية)
- إيرني هدسون على موقع ميتاكريتيك (الإنجليزية)
- إيرني هدسون على موقع روتن توميتوز (الإنجليزية)
- إيرني هدسون على موقع ألو سيني (الفرنسية)
- إيرني هدسون على موقع ميوزك برينز (الإنجليزية)
- إيرني هدسون على موقع تيرنر كلاسيك موفيز (الإنجليزية)
- إيرني هدسون على موقع أول موفي (الإنجليزية)
- إيرني هدسون على موقع قاعدة بيانات برودواي على الإنترنت (الإنجليزية)
- إيرني هدسون على موقع قاعدة بيانات الأفلام السويدية (السويدية)
- إيرني هدسون على موقع إن إن دي بي (الإنجليزية)